# KaOS Gnu/Linux
KaOS es una distribución Linux independiente, enfocada exclusivamente en el proyecto KDE.

## Historia
KaOS fue creado por Anke "Demm" Boersma, quien inicialmente trabajaba en Chakra Linux.
A diferencia de otras distros como Kubuntu, KaOS fue desarrollada desde cero. De acuerdo a sus desarrolladores, su objetivo ser más diferenciado. Entre ellas, una selección limitada de aplicaciones o el soporte exclusivo para arquitectura de 64 bits.

## Características
Como distro propia emplea un entorno de escritorio KDE Plasma. Para mejor rendimiento se emplea la librería Qt, siendo incompatible con otras de su tipo.
KaOS se actualiza bajo Rolling Release, cada dos meses se estrena una nueva versión disponible desde la terminal o una imagen ISO. El empaquetado es administrado por el propio equipo, solo para las versiones estables, y controlado por el instalador Pacman.
La instalación de KaOS es gestionada por el programa Calamares.

## Repositorios
La estructura de los repositorios es simple, y consta de tres grupos: Core, Main para el sistema y Apps para las aplicaciones. Las actualizaciones completas no sacrifican el rendimiento del sistema. 
- En "Core" están los paquetes base para arrancar el sistema y controlar la CPU. Ejemplos de estos paquetes son el núcleo Linux, systemd, toolchain para compilar y herramientas básicas de la línea de comandos (terminal).
- El repositorio "Main" contiene las bibliotecas, controladores y firmwares necesarios para que funcionen el escritorio y las aplicaciones. Las aplicaciones son probadas entre siete y diez días antes de su publicación.
- En "Apps" están todos los paquetes de las aplicaciones de uso genérico.
- Adicionalmente está el repositorio "Build", para las versiones prelanzadas de las aplicaciones antes de su reubicación.

## Requisitos de Hardware
Los requisitos mínimos son los siguientes:
- Espacio de disco duro de 8 Gb.
- Memoria RAM de 1.5 Gb.

Los requisitos recomendados son los siguientes:
- Espacio de disco duro de 25 Gb.
- Memoria RAM de 2 Gb.